# Vaheru järv
Vaharu järv är en sjö i Estland. Den ligger i Saue kommun i landskapet Harjumaa, i den nordvästra delen av landet, 30 km söder om huvudstaden Tallinn. Vaharu järv är 0,1 kvadratkilometer och ligger 46 meter över havet. Den är omgiven av mossen Vaheru soo.